# Oleg Alexandrowitsch Lawrentjew
Oleg Alexandrowitsch Lawrentjew, russisch Оле́г Алекса́ндрович Лавре́нтьев, (* 7. Juli 1926 in Pskow, Russland; † 10. Februar 2011 in Charkiw, Ukraine) war ein russischer Physiker, der Beiträge zur thermonuklearen Fusionsforschung leistete.

## Leben
Lawrentjew wurde in Pskov in eine von Bauern abstammende Familie geboren. Sein Vater Alexander absolvierte zwei Jahre lang eine Pfarrschule, arbeitete als Angestellter in einer Pskower Fabrik, seine Mutter Alexandra absolvierte vier Jahre und arbeitete als Krankenschwester.
Während des Zweiten Weltkrieges meldete er sich im Alter von 18 Jahren freiwillig für die Front. Er nahm an den Kämpfen um die baltischen Staaten (1944–1945) teil, wurde in den Militärbezirk Sachalin versetzt und setzte den Militärdienst in Poronaisk fort.

### Die Wasserstoffbombe und kontrollierte Fusion
Während er in der 7. Klasse (1941) Einführung in die Kernphysik las, zeigte er Interesse an der Wasserstoffbombe und der kontrollierten Fusion. Während seiner Militärzeit auf Sachalin bildete sich Lavrentjew anhand der Bibliothek für technische Literatur und Lehrbücher aus. Mit seiner dürftigen militärischen Zulage abonnierte er die Zeitschrift Uspekhi Fizicheskikh Nauk (Fortschritte in der Physik). 1948 wurde Lavrentjew beauftragt, einen Vortrag über Kernphysik vorzubereiten. Ein paar Tage hatte er Zeit, das Problem zu überdenken, und schrieb einen Brief an das Zentralkomitee der KPdSU. Aus Moskau kam der Auftrag, für ihn eine Atmosphäre zu schaffen, in der er arbeiten konnte. In einem ihm gewidmeten bewachten Raum schrieb er seinen ersten Artikel, den er im Juli 1950 per Geheimpost an die Abteilung für Maschinenbau des Zentralkomitees schickte.
Sein Vorschlag bestand aus zwei Teilen. Zunächst schlug er die Implementierung einer Wasserstoffbombe auf der Basis von Lithiumdeuterid vor. Im zweiten Teil seiner Arbeit beschreibt er, wie man aus einer kontrollierten thermonuklearen Reaktion Elektrizität gewinnt. Andrei Sacharow überprüfte seine Arbeit und schrieb in einer Rezension Folgendes:
„… Ich denke, wir brauchen eine detaillierte Diskussion des Vorschlagsentwurfs von Genosse Lawrentjew. Unabhängig vom Ergebnis der Diskussion ist es jetzt an der Zeit, die kreative Initiative des Autors zur Kenntnis zu nehmen.“
1950 wurde Lawrentjew von der Armee demobilisiert und kam nach Moskau, wo er in die Physikabteilung der Moskauer Staatlichen Universität eintrat. Einige Monate später wurde er zum Minister der Atomindustrie, V. A. Machnew, und einige Tage später zum Kreml zum Vorsitzenden eines Ad-hoc-Ausschusses für Atom- und Wasserstoffwaffen, Lavrentiy Beria, gerufen.
Nach einem Treffen mit Beria erhielt Lawrentjew ein Zimmer im neuen Haus und ein Stipendium. Er durfte nach Belieben Vorlesungen besuchen und auf Abruf wissenschaftliche Literatur anfordern. Er erhielt einen mathematisch betreuenden Professor, Alexander Andrejewitsch Samarski (später Akademiker und Held der sozialistischen Arbeit).
Im Mai 1951 erhielt Lawrentjew Zugang zu dem neu eröffneten staatlichen Programm für Fusionsforschung (Labor für Instrumentierung der UdSSR, derzeit Kurchatov-Institut), wo Forschungen zur als streng geheim eingestuften Hochtemperatur-Plasmaphysik durchgeführt wurden. Die Ideen von Andrei Sacharow und Igor Tamm für den Fusionsreaktor wurden bereits getestet und weiterentwickelt.
Am 12. August 1953 testete die Sowjetunion einen thermonuklearen Sprengkopf auf Basis von Lithiumdeuterid. Im Gegensatz zu anderen Teilnehmern an der Entwicklung neuer Waffen, die staatliche Auszeichnungen und Ränge erhalten haben, wurde Lavrentjew die Zulassung zum Labor verweigert und er musste ein Diplomarbeitsprojekt ohne Zugang zum Labor und ohne wissenschaftlichen Berater schreiben. Trotzdem schloss er sein Studium mit Auszeichnung ab, basierend auf seiner theoretischen Arbeit zur kontrollierten Kernfusion.
Im Frühjahr 1956 wurde Lawrentjew an die Theoretische Physikschule in Charkiw (KIPT, Charkow, UdSSR ) geschickt und legte dem Direktor des Instituts, Cyril Sinelnikov, seinen Bericht über die Theorie der elektromagnetischen Fallen vor. 1958 baute KIPT die erste elektromagnetische Falle.

### Sichtbarmachung des Stellenwerts seiner forscherischen Tätigkeit
Im August 2001 veröffentlichte die Zeitschrift Uspekhi Fizicheskikh Nauk Lavrentjews Biographie; sein Vorschlag, der am 29. Juli 1950 von Sachalin aus verschickt wurde; die Überprüfung durch Sacharow und Berias Befehle, die im Archiv des als geheim bezeichneten Präsidenten der Russischen Föderation aufbewahrt wurden. Das hat die Priorität seiner wissenschaftlichen Leistung nach seinem Tod – im Kontrast zu den Jahren der strengen Geheimhaltung – rehabilitiert.

## Ehrungen
2010 wurde er Ehrenbürger seiner Geburtsstadt Pskow.

## Schriften
- Vorschlag zum Nuklearbombenbau von O. A. Lawrentjew an das Zentralkomitee der KPdSU, abgeschickt am 29. Juli 1950 (russisch)